# テイルズ オブ レジェンディア
『テイルズ オブ レジェンディア』（Tales of Legendia、略称：TOL / レジェンディア）は、ナムコから2005年8月25日に発売されたPlayStation 2用RPG。『テイルズ オブ』シリーズの1つで、シリーズ内で作品ごとに掲示されるジャンル名称は「絆が伝説を紡ぎだすRPG」。開発はこれまでのシリーズとは異なるスタッフにより新規に編成されたプロジェクトチーム・メルフェスにより行われ、様々な違いから従来作とは全体的な雰囲気を異なるものとしている。ストーリーは「絆」をテーマとしており、街や遺跡を有し島ほどの大きさを持つ巨大な船「遺跡船」を舞台に、主人公の少年セネルがヒロインの少女シャーリィを巡る勢力同士の戦いや2つの種族の対立を描く「メインシナリオ」全7章と、セネルおよびシャーリィ以外のパーティーキャラクターたちに焦点を当てた物語「キャラクタークエスト」全6話が展開される。戦闘システムはこれまでと同じくアクションゲームのような操作性だが、本作ではアクションが苦手でも簡単に楽しめるシンプルなものとなっている。

## システム
ストーリーは、「目的地への移動」・「敵との戦闘」・「辿り着いた場所で起こるイベント」の3つを繰り返しながら進行する。戦闘シーンやフィールドなどのグラフィックは3Dで描かれており、移動中・戦闘中のキャラクターのグラフィックは4頭身ほどにデフォルメされている。メインシナリオをクリアするとキャラクタークエストに移行し、各地の宝箱の中身が一新され、街では既存のアイテムを組み合わせ新たなアイテムを作り出す「合成屋」や、敵と戦い勝利することで賞金・賞品が得られる「闘技場」がオープンする。ストーリーの進行具合は登場人物たちが付けている日記という設定の「あらすじ」で確認できる。イベントは通常、上記のデフォルメされたグラフィックで進行するが、専用の画面上にて通常の頭身のイラストで表現される「イベントスキット」が挿入されることがある（従来のように自発的に発生させ、キャラクター同士の雑談を楽しむためのスキットは本作では「フリースキット」と呼ばれ、発生の条件が限定されている。こちらが本作での「スキット」とされ、イベントスキットを考慮しない場合もある）。
街と各ダンジョンはフィールドに点在する赤色のワープ装置「ダクト」で行き来できる（ダクトが設置されていないダンジョンへの移動は徒歩に限られる）。ダンジョン内に時折設置されている緑色のダクトは初めて起動させると「パズルブース」に繋がり、ここでのみ使えるアイテム「ソーサラーリング」から出る光線でスイッチに光を灯しパズルブース内のダクトを起動させ、配置されているブロックを移動させてダクトに辿り着かなければ脱出は不可能（プレイヤーが解けないときは仲間キャラクターに解いてもらう選択も可能である）。どのダクトも一度起動させれば以降は自由に使用可能。ダンジョンに存在する紫色の空間「カオティックゾーン」ではエンカウント率が上昇し、名前に「ヌシ」とついた通常より強い敵と遭遇することがある。遭遇した敵を倒せばゾーンは消滅する。ゾーンの先には宝箱が用意されていることが多い。キャラクタークエストで手に入るアイテム「ソーサラースキャナー」は街やダンジョンで使用することで、隠されたアイテムやモンスターを見つけることができる。

### 戦闘
本作の戦闘システムは、対戦型格闘ゲームのようにサイドビューの1ラインで戦う従来の基本的な戦闘システム「LMBS（リニアモーションバトルシステム）」と、ナムコの格闘ゲームから採用された戦闘システムを融合させた「X-LMBS（クロスオーバー・リニアモーションバトルシステム）」。戦闘は「わかりやすく」ということを意識しており、そこから考案された要素として、隣接する敵の背後に回り込む行動「パッシングスルー」や、敵が特殊な行動を取ろうとする際に表示される「コーションシグナル」がある。
本作の術技は、「爪術（そうじゅつ）」と言い、特技・奥義・投げ技・我流奥義を使用する「アーツ系爪術士」と、術を使用する「ブレス系爪術士」がいる。いずれの術技も発動にはTP（テクニカル・ポイント）を消費する。TPは戦闘中1秒ごとに、また戦闘勝利時に一定量自動回復する。従来と違い、戦闘不能になるとHPとともにTPも0になる。術はレベルを上げることによって手に入る「呪文書」に書かれた量の「スカルプチャ」を集めることで初めて使用可能となる。投げ技はセネルとボスキャラクターのヴァーツラフのみが使用でき、通常はダメージを与えられないダウン中の敵にダメージを与えられ、投げた敵がほかの敵に命中すると命中した敵にもダメージを与えられる。セネルは投げ技を複数持っており、敵に設定されている「重さ」に合うものでなければ効果はない。我流奥義は習得した特技・奥義を使い込むことで入手できる「極意」を組み合わせることで使用可能となり、特定の種族以外には効果は薄い（もしくは無効）が大ダメージや状態異常を与えられる。
相手にダメージを与えたり味方がダメージを受けたりすることで溜まる「クライマックスゲージ」を満タンにすることで、敵が一定時間無防備の状態で停止する「クライマックスモード」を任意で発動できるようになる。発動中には味方の状態異常が回復し、敵に当てた攻撃は全て連続ヒットしたものとみなされ、ゲージが多く残っているほど大きなダメージを与えられる連携攻撃「クライマックスコンボ」を繰り出すことが出来る。
その他のシステムとして、「敵キャラクターの残存体力の円グラフによる表示」、敵の周囲に展開され、入ると状態異常や能力低下といった変化を引き起こす円陣「FOE（フィールド オブ エフェクト）」、「術者操作時の特殊操作による詠唱時間短縮」といったものがある。また従来との違いとして「マルチタップ未対応による協力プレイの不可」、「戦闘中の操作キャラクターの変更不可」という点があり、『テイルズ オブ エターニア』以降搭載されていたキャラクターごとの強力な術技「秘奥義」は本作では没となった。

### 料理
パーティーキャラクターがレシピに基づいて食材を調理し、できた料理を食べることでHP回復などの効果を得られる料理システムは本作では「ブレッドバスケットシステム」と言い、登場する料理は全てパンや調理パン、パンケーキなどである。従来と違いレシピと食材が揃えばいつでも作れるということはなく、特定の場所にあるパン焼き窯でのみ調理可能。料理はバスケットに入れて一定数持ち歩くことができ、バスケット画面を開ける状態ならいつでも食べられる。料理を捨てたり売ったりすることは出来ない。従来作のように1度料理を食べるとキャラクターが満腹になるということはなく、回復が必要な状態なら連続で食べることが可能。レシピは主に遺跡船各地で様々なオブジェに扮しているワンダーパン職人を探し出すことで入手可能。一つの料理の作成個数が一定を超えると同系統のレシピがアレンジとして追加される。アレンジレシピは単に追加食材によるものではなく、アレンジ元の料理に必要だった食材がアレンジレシピには不要なこともある。なお、他のシリーズ作品ではキャラクターごとに違う食材を使用したり、「熟練度」の度合により調理に失敗することがあるが、本作では使用する食材は全員共通であり、熟練度が設定されていないため調理の失敗もない。

### 称号
特定の条件を満たした際には、「称号」を取得でき、装備画面で変更することで能力値が上昇・下降する。名称は各キャラクター共通のもの、固有のものと様々だが、ストーリーの進行状況に従い取得できるものはキャラクター固有の共通名称が付いている。

### グレードシステム・衣装変更
戦闘中の様々な行動により、戦闘評価が「グレード」という数値として算出される。キャラクタークエストクリア後に保存したセーブデータをロードすると、グレードを消費し次周開始時に「アイテム最大所持数の変更」「最大HPの増減」「術技の引継ぎ」などの特典を得られる「グレードショップ」を利用できる。他のシリーズ作品にはない特典として、戦闘中にパーティーキャラクターの容姿が変わる「コスチューム変更」が存在する。白と青を基調とした衣装「正装」と動物の「着ぐるみ」のどちらかに変更できるが、購入した周の途中でコスチュームを変更したり、元の衣装に戻すことはできない。

## 世界観・設定
物語の舞台の星には、「水の民（みずのたみ）」と「陸の民（りくのたみ）」という2つの種族が存在する。両者の姿形は似ているが、水の民は水中での呼吸が可能な水生民族で皆金色の髪を持ち、水中で髪が輝くことから陸の民からは「煌髪人（こうはつじん）」とも呼ばれる。水の民の間では「古刻語（ここくご）」という言語が使用され、彼らが苗字の代わりに使用する「誠名（まことな）」も古刻語で表現される。水の民は意思を持つ海「滄我（そうが）」を崇め、滄我の声を聴くことが出来る存在「メルネス」を通じて滄我との意志交感を行い生きている。ほぼ全ての水の民は滄我の力を源とする特殊能力「爪術（そうじゅつ）」の高度な行使能力を持つ。陸の民はいわゆる「人類」であり、水中での生活は不可能で爪術も当初は使えなかったが、本編から数えて50年ほど前から使える者が現れ出した（その理由は不明）。4000年前に起きた大地の半分を海に沈めた災害「大沈下」の影響で陸の民は壊滅的な打撃を受けたが、ゲーム本編の時代では人口を増加させている。逆に水の民は環境の変化により個体数が極端に減少している。
爪術の使用者は「爪術士（そうじゅつし）」と呼ばれる。爪術の使用には滄我との意志交感が不可欠で、意志交感がより強くなると爪術の究極奥義「聖爪術（せいそうじゅつ）」を行使できる。爪術には体内の滄我の力を攻撃とともに放出する「アーツ系」と、使用者を取り囲んでいる滄我の力に働きかけて術を発動させる「ブレス系」の2つの系統がある。水の民が繰り出す精神の結晶体「テルクェス」は広義には爪術とされているが、水の民しか使えないため爪術との位置づけはされていない。
冒険の舞台は海上を操舵されずに進み続けている巨大な船「遺跡船（いせきせん）」。船上は広大な陸地のようになっており、外面は自然で覆われ、遺跡や洞窟なども多数存在している。遺跡船の操舵方法などの機能は存在するものの、その使用方法を知る者はいない。物語の始まりから数えて15年ほど前に偶然発見され、その後に調査や遺跡の財宝目当てに訪れた考古学者、トレジャーハンターらが築いた「灯台の街ウェルテス」には陸の民が現在生活している他、各集落にて水の民やラッコのような生物「モフモフ族」も少数ながら住んでいる。正確な大きさは作中では明らかにされないが、設定上は全長120キロメートル、全幅60キロメートル、全高9キロメートルとされる。

## ストーリー

### メインシナリオ（第1章 - 第4章）
「爪術」と呼ばれる不思議な術の使い手セネル・クーリッジは、金色の髪を持つ少女シャーリィと霧が立ち込める海を漂流中、何かに導かれるように不思議な大地に辿り着く。規模こそ普通の島か大陸のようだが、当たり前のように植物が繁茂し、川が流れる足下は、人工の大地。2人が命からがら漂着したのは、「遺跡船」と呼ばれる巨大な船の上だった。
遺跡船へ漂着した直後、シャーリィは山賊の首領にして魔獣使いのモーゼス・シャンドルに捕まる。シャーリィはセネルや、灯台の街ウェルテスの保安官ウィル・レイナード、騎士の名門ヴァレンス家の娘クロエ・ヴァレンスらにより連れ出されるが、その後も空飛ぶ男ワルターに連れ戻され、彼女をつけ狙うクルザンド王統国の王子ヴァーツラフが率いる軍隊に投降を余儀なくされるなど彼女を巡る追走劇は加速していく。セネルたち一行はトレジャーハンターの少女ノーマ・ビアッティや、紆余曲折の末に協力することとなったモーゼスを仲間に加えつつ、シャーリィを追っていく。ヴァーツラフ軍の捕虜となったシャーリィは、同じく捕まっていた少女フェニモールと親友となる。シャーリィを追う中でセネルは、死んだと思っていたシャーリィの姉にして自身の想い人であるステラが生きていたことを知る。
ワルターは「水の民」の指導者メルネスの力を受け継ぐシャーリィを守るため、ヴァーツラフはシャーリィのメルネスとしての力で遺跡船の兵器をコントロールしようとするため、彼女を追っていた。ヴァーツラフの野望を阻止するためにセネルたちは水の民の長マウリッツの協力を得て、新たに情報屋の少年ジェイも仲間に加える。セネルたちはヴァーツラフを倒し、遺跡船の動力源として使用されていたステラを救い出すが、ヴァーツラフは最期に遺跡船に搭載された主砲「滄我砲」を発射させ、彼の祖国クルザンドと交戦状態にある聖ガドリア王国を攻撃しようとする。ステラは最後の力を使い滄我砲を食い止め、セネルとシャーリィに見守られながら息を引き取る。

### メインシナリオ（第5章 - 第7章）
シャーリィは、ステラの死をきっかけに、メルネスとなるための「託宣の儀式」を行うことを決意する。儀式の最中に陸の民の軍人が現れ、シャーリィを滄我砲発射の犯人であるとして拘束及び殺害しようとし、シャーリィを庇いフェニモールが殺される。多くの仲間を殺され敵対を表明されたことでシャーリィは戦いを決意。必要となる契約を交わしメルネスとして覚醒する。力を取り戻したシャーリィは陸の民から意思を持つ海「猛りの滄我」の力である爪術を取り上げ、マウリッツやワルターとともに、契約通りセネルたち「陸の民」を滅亡させるため行動を開始する。爪術を取り上げられたセネルたちは遺跡船の地下に広がる空間「静の大地」に辿り着き、以前からいつの間にかついてきていた記憶喪失の女性グリューネを正式に仲間に加える。
セネルたちは静の大地に存在するもう1つの滄我「静の滄我」にある光景を見せられる。それは遺跡船と水の民が宇宙からやってきたところ、4000年前の陸の民と水の民の争い、そしてメルネスが陸の民を滅ぼすため遺跡船の大陸造成装置「光跡翼」を使用し、世界の半分を海に沈めた大洪水「大沈下」を起こす場面だった。セネルたちはこのことから、マウリッツたちが大沈下を再現し陸の民を滅ぼそうとしているという予測を立てる。静の滄我の力を借りて爪術を復活させたセネルたちはシャーリィの元へ向かう。
マウリッツとの会話からセネルたちは、宇宙から飛来し光跡翼を用いて海しかなかった世界に陸地を作ったのが、水の民ではなく陸の民だったことを知る。仲間たちは「自分たちの先祖が来なければ何も起きなかった」と考え項垂れるが、セネルは前へ進みシャーリィに自身の想いを伝え、2人は互いの心を通わせる。水の民を代表するシャーリィが陸の民との共存に踏み切ったことで、陸の民の滅亡は回避された。しかしシャーリィを裏切り者と見なしたマウリッツが滄我の力を取り込み光跡翼を発動させようとする。メルネスではないマウリッツが滄我を取り込んだことで彼は暴走し異形の姿に変貌するが、セネルたちに倒され元の姿に戻る。シャーリィが陸の民を受け入れたことで、猛りの滄我もまた陸の民を許したことを知ったマウリッツは陸の民への憎悪をなくし、彼らとの共存を決意する。陸の民と水の民は少しずつ和解への道を歩み出し、遺跡船に平穏が戻る。

### キャラクタークエスト
遺跡船の平穏な日々が続く中、謎の魔物を生み出す黒い霧を目撃したセネルたちは遺跡船に何かが起きていると感じる。そんな中、セネルの仲間たちの回りで様々な事件が起こる。
ウィルは娘ハリエットとの親子関係に悩んでいたが、亡き妻アメリアとの思い出を語り合い少しずつだが和解していく。ノーマは師匠スヴェンが追い求めていた秘宝「エバーライト」を見つけ出す。クロエは両親の仇との決着を付ける。モーゼスは魔獣の避けられぬ運命「野生化」で魔物へと還っていくパートナーのギートとの絆を確かめ合う。ジェイは自身を苦しめてきた育ての親ソロンと決別する。
これら全てに黒い霧はかかわっていた。ソロンを倒した直後、黒い霧が女性の姿を取って現れる。彼女と出会ったことで記憶を取り戻したグリューネはセネルたちに、自身と黒い霧から現れた女性シュヴァルツが太古の昔から様々な世界の存続と破壊を巡り争いを続けている神のごとき存在であることを明かす。セネルたちは自分だけで決着を付けようとするグリューネに協力するため彼女を説得する。セネルたちはシュヴァルツへの対抗手段として、猛りの滄我の力を借りることを思いつく。猛りの滄我の力を受け取ったセネルたちはシュヴァルツと対峙するが、シュヴァルツは負の感情そのものである黒い霧を操って人々の負の感情を煽り力を増していく。しかし滄我に爪術を与えられた人々が黒い霧を跳ね除けたことでシュヴァルツは負の感情の力を得られなくなり、セネルたちは弱体化したシュヴァルツを消滅させる。
シュヴァルツが消滅した直後、グリューネの体も消滅を始める。二柱の女神は同じ存在であり、一方の消滅はもう一方の消滅も意味していたのである。仲間たちは嘆き悲しむが、グリューネは仲間たち1人1人に優しい言葉をかけ、自分がいなくてももう大丈夫だと諭す。「皆とは笑ってお別れしたい」というグリューネの願いを聞き届けたセネルたちは笑顔で彼女を見送る。グリューネは笑顔を返して空に消えていき、セネルたちはグリューネの言葉を胸に刻んで未来へ歩き出す。

## 登場人物
一部の登場人物の名前は文学者および文学作品に因む。名前の決定には音の響きが重視されており、由来になった作家と登場人物に関連はない。ただしスヴェンは「例外かも」とコメントされている。

### 主要人物
セネル・クーリッジ (Senel Coolidge)
声 - 鈴村健一
本作の主人公。職業は、沿岸を魔物や犯罪者から警護するマリントルーパーで、顔にはその証である模様が刻まれている。性格は生真面目で、他人と必要以上に関わろうとしないが、大切に想う存在に対しては強い執着を見せる。最愛の女性であるステラから妹のシャーリィを守ることに固執しており、彼女が関わる情勢に過剰なまでに干渉することが多いが、キャラクタークエストでは自立している彼女を受け入れ、行動するのではなく黙って見守れるようになる。かなりの寝ぼすけであり、階段から転げ落ちても起きない。勘は鋭いが、女心には非常に疎い。全体的にメインシナリオでは荒々しく、キャラクタークエストでは落ち着いた態度となっている。
生まれはクルザンド王統国で、戦災孤児だったところをヴァーツラフ軍に拾われ、兵士として育てられる。初めての任務であるメルネスの誘拐を果たすためにシャーリィとステラに近づくが、彼女たちの優しさに触れてクルザンドを裏切る。その後、シャーリィと共にヴァーツラフ軍からの逃走を経て遺跡船に流れ着き、そこから世界の命運をかけた戦いに巻き込まれていく。
武器はリスト（ガントレットやナックルの総称）で、体術主体のアーツ系爪術士。HP・攻撃力・防御力・命中が高い接近戦向けのキャラクター。「魔神拳」のような飛び道具での攻撃もあり、遠距離からでも戦える。また、打撃系の技に加えてダウン中の敵に攻撃できる「投げ技」を使用可能。主力は発生が非常に早い通常攻撃であり、通常攻撃時の「ふっ、はっ、くらえ」という戦闘ボイスが耳に残る人は多いという。
名前はキューバの作家セネル・パスから。
シャーリィ・フェンネス (Shirley Fennes)
声 - 広橋涼
本作のヒロイン。セネルを兄と呼び慕う一方で好意を抱いていたが、彼に対する姉ステラの想いも知っており踏み出せずにいる。おとなしいが、これと決めたことは譲らない芯の強さがある。また市民に対して献身的で、困っている人間を見捨てることが出来ない優しい性格だが、それ以上に同族への強い忠誠心を持っており、彼らの力になるべく辣腕を振るい、彼らと共に侵攻を受けたことで陸の民と敵対する。水の民の指導者「メルネス」として生を受けるが、メルネス覚醒の儀式に失敗したため、生来の爪術を使えなくなり、海水や潮風に当たると体調を崩し真水に浸かれば回復する、という体質となったが、後に再び儀式を行いメルネスとして覚醒したことで症状は消えた。
メルネスと目されていることから様々な人物に目を付けられ、身柄を移していく彼女をセネルの元へ連れ出すことがメインシナリオの目的となっている。
上記の理由から本格的にパーティに参加するのはメインシナリオクリア後のキャラクタークエストからとなっており、全キャラ中最も加入時期が遅い。
戦闘時には羽ペンを用いてテルクェスを描き発射して攻撃する他、ブレス系爪術も行使する。彼女の爪術は全て古代呪文という扱いで、ウィルやノーマと同名のブレスでも消費するTPと威力が大幅に増加しており演出も多少異なる。
誠名「フェンネス」は古刻語で「祈る人」の意。名前はイギリスの作家シャーロット・ブロンテの『シャーリー』の登場人物から。
ウィル・レイナード (Will Raynerd)
声 - 千葉進歩
ウェルテスで保安官を務める博物学者。生真面目な性格で街の住民に慕われており、パーティー内でも年長者として頼りになる存在。仲間の和を乱す者や、自身をオヤジ扱いするノーマには容赦なくゲンコツをかます。珍しい魔物を見ると博物学者としての血が騒ぎ、平静でいられなくなる。
聖リシライア王国の貴族令嬢だったアメリア・キャンベルと恋に落ち遺跡船へ駆け落ちし娘のハリエット・キャンベルを授かるが、ウィルを残し2人は国へ連れ戻され、元から病弱な体質だったアメリアは数年後に病死。以降ハリエットとは会っておらず、再会後も親としてどう接すればいいのか分からず戸惑っていたが、和解後は親子として共に暮らし始め、その距離を縮めつつある。また、ハリエットの料理を「この世のものとは思えない不味さ」と称しながら平らげたり、「ハリエットを嫁に貰おうとする男を殴る」のが夢だったりと親バカにも目覚め始めた。
街で問題行動を起こしたセネルを牢に閉じ込めていたが、シャーリィを追おうとするセネルを見たミュゼットに諭され、セネルと行動を共にすることとなる。
ブレス系爪術士に似合わず筋肉質な体躯をしており、戦闘ではハンマーを振り回してアーツ系のセネルを唸らせた。雷系を中心に多数の攻撃系ブレスを習得する。また、単体回復や状態異常の解除も可能。
名前はイギリスの作家ウィリアム・シェイクスピアから。ハリエットの名前はイギリスの作家フィリパ・ピアスの『トムは真夜中の庭で』の登場人物から。
クロエ・ヴァレンス (Chloe Valens)
声 - 浅野真澄
5年前に取り潰しの憂き目にあった、聖ガドリア王国の名門ヴァレンス家の令嬢にして騎士。正義感が強く、困っている人を助けずにはいられない性格だが、後先考えずに行動するためミスを犯すこともある。口調はやや男勝りで、常に毅然とした態度を取っているが、年頃の少女らしく可愛らしい一面や、「泳げない」という弱点も見せる。例外を除き男性を苗字で呼ぶ。セネルに恋心を抱いているが、自分が仲間の1人としてしか見られていないことを気にしている。
5年前に両親を殺害され、家が取り潰される原因を作った「腕に蛇の入れ墨をした男」を探して遺跡船にやって来た。シャーリィが山賊に捕まったことを聞き、山賊を討伐すべく独自に行動していたが、道中でセネルとウィルに合流し、行動を共にするようになる。
騎士となる前は白いドレスと長い髪のいかにも深窓の令嬢と言った出で立ちだったが、騎士になる際に髪を切り落としている。
剣技を主体とするアーツ系爪術士。体力と防御力が低いのが難点だが、ヒット数の多い技を数多く覚えるため、コンボを決めて相手の動きを止める役に適している。
名前はフランスの作家ボリス・ヴィアンの『うたかたの日々』の登場人物からで、シナリオ担当の田中豪は「音の響きが気に入り、いつか使おうと思っていた」と述べている。公式サイト「テイルズチャンネル」にて実施された第2回「『テイルズ オブ』キャラクター人気投票」では8位にランクインし、本作から唯一の10位以内入りとなった。
ノーマ・ビアッティ (Norma Biatty)
声 - 水橋かおり
秘宝「エバーライト」を探すトレジャーハンターの少女。前向きな性格でパーティー内におけるムード（トラブル？）メーカー。モーゼスと共に掛け合いを繰り広げ、グリューネとはいいコンビ関係を築く。シリアスな雰囲気などを嫌う性格から、無理矢理にでも笑いや活気を導こうとする。脳天気かつおチャラけた態度を取っているが人知れず努力を重ねており、古刻語習得のために膨大な量の研究ノートを記している。金に対する執着心が強い他、理想とかけ離れている自分のスタイルを嘆いており、グリューネやクロエのことを羨ましがっている。敵味方関係なく独自のあだ名で呼ぶが、センスのなさから周りには呆れられている。
家出中に出会ったトレジャーハンタースヴェンの薦めで勉学に励んでいたが、エバーライトの探索中に消息を絶った彼の意思を継ぐため休学し単身遺跡船に乗り込む。その後出会ったシャーリィのブローチにエバーライトの可能性を見出し、セネルたちと行動を共にするようになる。
パーティーで唯一全体回復魔法および蘇生魔法を覚えるブレス系爪術士。武器は毒液のシャボン玉を吹き出すストロー。
名前はアメリカの文学者ノーマ・フィールドから。スヴェンの名前は探検家スヴェン・アンダシュ・ヘディンから。
モーゼス・シャンドル (Moses Sandor)
声 - 中井和哉
遺跡船にアジトを持つ山賊の首領にして魔獣使い。左目に眼帯をしている。広島弁をベースにアレンジされた独特の訛りで喋り、気合を入れる際や興奮した時には「ヒョオオオオオオ！」という雄叫びを上げる。人情に厚く手下たちにも慕われている。がセネル達はノーマとはまた違う意味でのトラブルメーカーなため、度々衝突したり、ハズレくじを引かされる、またノーマとは別にあだ名のようなもので他者を呼ぶ。
大陸西部にある魔獣使いを多数輩出する部族の長の家に生まれたが、最強のガルフと恐れられるグランドガルフのギートをパートナーに選んだことにより、モーゼスを慕うチャバ・ライクらとともに部族を離れることとなる。究極の爪術である聖爪術に執心しており、それを得るためのカギであるメルネスとされるシャーリィを攫うが、その後ヴァーツラフ軍に仲間を傷つけられたことから、仇打ちのためセネルたちと共闘する。
投げ槍を扱うアーツ系爪術士。特技から奥義への連携を苦手としているため使いにくいという印象があるが、技は攻撃力が高いものが多い。
名前はルーマニアの作家モーゼス・ガスターから。
ジェイ (Jay)
声 - 白石涼子
「不可視のジェイ」の通り名を持つ情報屋の少年。気になったことは確かめないと気が済まず、得意なことが他人と重なるのも気になる性格。容姿は小柄で中性的だがかなりの皮肉屋で、気に食わない相手には慇懃無礼に接する。情報屋としての能力は自身の忍者としての技術やモフモフ族の協力によるもの。企てた作戦をモーゼスによって台無しにされて以来彼に対して嫌味を言うなど不仲であったが、打ち解けるうちにからかいあうようになる。
大陸東部の王国の王子だったが両親に捨てられる。後に忍者ソロンに拾われ彼に道具として育てられ忍術を学んでいたが、遺跡船にてある軍隊を相手にした際に囮として一人取り残された時を境に彼の傍から離れ、現在は傷ついた自分を介抱してくれたモフモフ族と暮らしている。自分を救ってくれたモフモフ族を大事に想っており、対ヴァーツラフ軍戦においてセネルたちと共闘しようとする彼らを留まらせるため、不本意ながら自身が戦列に加わる。
小刀を携帯し、素早い立ち回りを利用しての体術や忍術を利用するアーツ系爪術士。地面から様々な属性の攻撃を発生させる特技を持つ。
名前はアメリカの作家ジェイ・マキナニーから。
グリューネ (Grune)
声 - 川澄綾子
自分の名前以外の記憶を失っている女性。記憶がないことに落ち込むことはなく常に微笑みを浮かべており、マイペースな言動で周囲の人間を和ませる。天然ボケであり、のんびりとした雰囲気は何が起きても崩れない。プロポーションはノーマに絶賛され、カーチスにも素材のよさを認められている。
「人食い遺跡」の最奥で眠っていたところをセネルたちに介抱され、以降いつの間にかついてくるようになる。正体は「時の紡ぎ手」と言われる世界の存続と繁栄を司る女神。虚無と破壊を司る女神シュヴァルツから世界を守るために降臨したが、自身の力の影響によって世界の均衡が崩れることを恐れ、自ら力の大部分を封印し、その際に記憶も失った。記憶を失って以降の性格は元の性格とは似ても似つかぬもので、記憶を取り戻した後には自身が付けていた日記（あらすじ）の文章の違いに驚いている。
戦闘では水瓶を鈍器のように使用し、呪系と海系を中心に攻撃呪文のみのブレス系爪術を習得する。
シナリオ担当の田中豪は同シリーズの『テイルズ オブ ファンタジア』や『テイルズ オブ エターニア』でゲスト出演していた『ワルキューレの冒険 時の鍵伝説』のワルキューレを正式なパーティーキャラクターとして本作に登場させたいと考えたことがあったが、このアイデアはプロデューサーに一蹴された。そこで形を変えて生まれたのがグリューネであり、イメージカラーが緑であるところなどに片鱗が残っている。またシュヴァルツは「ワルキューレにはブラックワルキューレというライバルがいる」という図式を踏襲して生まれたキャラクターである。

### 水の民
マウリッツ・ウェルネス (Maurits Welnes)
声 - 大友龍三郎
水の民の長老的存在。同じ里に暮らしていたシャーリィ、ステラ、ワルターに誠名を付けた。温和そうに見える通り普段の物腰は穏やかだが、戦場においては非情な状況でも必要戦力を維持する高い指揮管理能力を発揮し、暮らしていた里がヴァーツラフ軍による襲撃を受けてからは、行方不明となったシャーリィの捜索と、ヴァーツラフ軍攻略に向け、部下を率いて情報収集に努めた。
セネルの下にいるシャーリィの所在を突き止めてのち本格的に活動を開始。軍の追跡からセネル達を救出後、ウィルを通じて聖レクサリア皇国軍を動かし共闘戦線を実現させ、ヴァーツラフ軍を攻略した。
その後、再び水の民の利用・殲滅を目論む陸の民から襲撃を受け、シャーリィがメルネスとして覚醒してのち陸の民への抗戦に乗り出す。光跡翼最深部にてシャーリィが陸の民の保護に動き出した際、自らが大沈下を起こすべく滄我を取り込んで「ネルフェス」となり、メインシナリオの「ラストボス」としてセネル達と戦う。
滄我の怒りが鎮まったことで戦闘は終結し、その後は陸の民との共存を望む滄我の願いに共感。キャラクタークエスト以降も水の民のまとめ役として、外交に従事するシャーリィと共に共存を推し進めるようになる。誠名「ウェルネス」は古刻語で「大いなる知性」の意。
ワルター・デルクェス (Walter Delques)
声 - 櫻井孝宏
シャーリィの親衛隊長となるはずだった水の民の青年。それ故に努力し続けてきたが、セネルにその立場を奪われてしまったため、彼に対して激しい敵愾心を抱いている。責任感はあるが協調性がなく、同族との間でも馴れ合いを好まない。シャーリィのメルネス覚醒後セネルたちと対峙するが、敗北後も怪我を押して戦いを挑み続け力尽きる。誠名「デルクェス」は古刻語で「黒い翼」の意（「漆黒の翼」とも）。シナリオ担当の田中豪によると「仲間になりそうで絶対にならない」という立ち位置のキャラクターで、プレイヤーからは「仲間になって欲しかった」という声が上がっていた。小説『誓いの星』では彼がクローズアップされている。
『テイルズ オブ ザ レイズ』では、プレイヤーキャラに昇格。
ステラ・テルメス (Stella Telmes)
声 - 園崎未恵
シャーリィの実の姉で、セネルのかつての想い人。ある事件を境に消息を絶ちセネルからは死んだものと思われていたが、実際はヴァーツラフに攫われ遺跡船の動力源として使われていた。しかし精神を遺跡船と同調させることで遺跡船そのものとなり、セネルを遺跡船へ導き彼の危機を何度も救っていた。最終的には水の民・レクサリア皇国連合軍の手により解放されたが、ヴァーツラフが作動させた滄我砲をテルクェスを用いて阻止したことで力を使い果たし命を落とす。誠名「テルメス」は古刻語で「始まりの星」の意。
フェニモール・ゼルヘス (Fenimore Xelhes)
声 - 小清水亜美
テューラの双子の姉。ヴァーツラフ軍に捕らえられ、人体実験を強いられている際にシャーリィと出会う。陸の民と共にいるシャーリィを憎んでいたが徐々に打ち解けていき親友となり、怒りや懐疑の目を向けていたセネルに対しては密かに想いを寄せるようになる。託宣の儀式の最中、聖ガドリア王国の騎士の攻撃からシャーリィを庇い死亡。誠名「ゼルヘス」は古刻語で「祝福」の意。
テューラ・ウェルツェス (Thyra Welzes)
声 - 小清水亜美
フェニモールの双子の妹。「陸の民に苦しめられた水の民の市民」側として、水の民でありながら陸の民と共存しようとするシャーリィに辛辣な言葉を浴びせる。しかし彼女の優しさに触れて少しずつ心を開いていき、劇中では描かれなかったがその後シャーリィの新たな友達となったと思われる。誠名「ウェルツェス」は古刻語で「希望」の意。
この姉妹には「『マジカルフェニモール』と『ミラクルテューラ』という双子の魔女っ娘」という設定の台詞・イラストが存在するが、没となっている。なおその設定によるとフェニモールはブレス系、テューラはアーツ系爪術が使えることになっている。

### その他のキャラクター
フェロモン・ボンバーズ
灯台の街ウェルテスにて歌と踊りを披露するユニット。「人類皆兄弟」を信条とする、自称街の顔役エド・カーチス（声 - 稲田徹）と相棒のイザベラ・ロビンズ（声 - 水城レナ）の2人で構成される（時折現れるダンサーやバックコーラスは正式なメンバーではない）。
ユニットとしての活動は源聖レクサリア皇国近衛軍総司令およびその副官という正体を隠すためのもので、遺跡船に陣取り他国の牽制を行っている源聖レクサリア皇国聖皇陛下ミュゼットの護衛も担っているが、本業はそっちのけでユニット活動を行っている。
イザベラの名前はチリの作家イザベル・アジェンデから。

### 敵キャラクター
ヴァーツラフ・ボラド (Vaclav Bolud)
声 - 小杉十郎太
クルザンド王統国の第三王子にして、独立師団を率いて戦場に立つ武将。長兄が王座を継ぐ慣わしに納得せず、兄を蹴落とし次期国王となるため、クルザンドと交戦中の聖ガドリア王国を滅ぼさんとメルネスの行方を捜索し、水の民を捕獲しては人体実験を繰り返していた。傲慢な性格で、常に人を見下した態度をとる。体術主体のアーツ系爪術士で、敵キャラクターでは唯一投げ技を使う。第四章終盤でセネル達と交戦し、敗退するも最後の悪足掻きで聖ガドリア王国に向けた滄我砲の発射スイッチを押し、息絶える。結果として滄我砲は発射されるもメルフェスの力を解放したステラにより、滄我砲の軌道は逸れて失敗に終わる。
トリプルカイツ
ヴァーツラフ直轄のクルザンド王統国独立師団幹部である閃紅のメラニィ（声 - 佐藤ゆうこ）、幽幻のカッシェル（声 - 高戸靖広）、烈斬のスティングルの3人の総称。「彼らの部隊が参戦すれば勝利が約束される」とされるほどの実力者で、ヴァーツラフからも信頼を得ている。
スティングル (Stingle)
声 - 大場真人
トリプルカイツの幹部で、アーツ系爪術士。5年前に傭兵として独立師団に加わって以来、大剣を振るい幾度となく戦功を重ね、トリプルカイツに名を連ねた。クロエの両親を殺害した張本人で、使っている剣はクロエの父親の形見。
本名はアーノルド・オルコットで、一人娘であるエルザ・オルコットの患う病気を治療する方法を模索するためヴァーツラフ軍で名を偽り行動していた。クロエの両親を殺害するなど数々の所業も治療の関係で大金を要したためである。スティングルとしてセネルたちとの戦闘に敗れた後、逃亡し行方をくらませていたが、キャラクタークエストにてエルザを伴い、素顔の薬剤師として再び姿を現す。キャラクタークエスト・クロエ編でクロエと再び相対するが、後に和解。

## 開発・スタッフ
企画の発端は「シリーズをナムコの格闘ゲーム部門が作ったらどうなるか」という期待からだった。そのため、ナムコの格闘ゲーム「鉄拳シリーズ」や「ソウルシリーズ」のスタッフが参加し、格闘ゲームではないが「エースコンバット」や「リッジレーサー」の開発に携わったメンバー、さらにプロデューサーの豊田淳をはじめ『テイルズ オブ エターニア』のストーリー周りなどを作っていたスタッフが参加し、これらのスタッフによって新規に編成されたプロジェクトチーム・メルフェスにより本作は開発された。
制作は『テイルズ オブ エターニア』の後に始められた。開発ラインは『テイルズ オブ デスティニー2』および『テイルズ オブ シンフォニア』のラインと同時に動いていたため、キャラクターデザインもゲームの方向性も異なっている。明確な開発期間は不明だが、『ファミ通PS2 vol.185 2005年3月11日号』での発表の時点で3年以上前から制作が行われていたこと、2012年がプロジェクト立ち上げ10周年であることが明かされている。
シナリオは田中豪と松元弘毅によるシナリオ作成チーム「Romancework」による。田中は絆というテーマを掲げ、「誰かが誰かに向ける想いが繋がって絆が生まれ、それがいくつも重なりあうことで大きなうねりを生み出す」ということの過程を描きたいと思ったと述べている。本作のテーマを絆とするにあたり松元は「絆とは何か」をまず考え、それについて「人と人の間に生まれるもの」という結果を出し、それを表現するにはキャラクター1人1人を丁寧に描かなければならないという考えに達し、主人公とヒロインのストーリーの他に、パーティーキャラクターごとのストーリーであるキャラクタークエストを描くこととなった。デザインの統括は過去に「エースコンバットシリーズ」に参加した鈴木隆晴により行われ、鈴木は遺跡船を「見た目は島だが船のよう」と思って貰えるようデザインした。
戦闘システムにはゲームデザイナーとして『デス バイ ディグリーズ』に参加した加藤正隆、本作が初プロジェクトの吉村広、杉山高尚、バトル・メインプログラマーに本作が初プロジェクトの松本欣之、バトル・プログラマーとして『鉄拳3』の本多良行、デザイナーとして『ソウルキャリバーII』の田宮清高などがかかわっている。
スタッフにファンがいたことから、キャラクターデザインには中澤一登が起用された。アニメーション制作は従来と同じくProduction I.Gで、当時は『攻殻機動隊 STAND ALONE COMPLEX』の制作で多忙だったというが、「ぜひやらせて欲しい」と答えられたという。なお、同じく従来作でアニメーションパートの作画監督としてかかわってきたアニメーター松竹徳幸は本作には不参加で、本作では亀井幹太が担当。そのほかアニメーションパートには結城信輝やうつのみや理、スタジオジブリなど、シリーズ初参加の人物や企業が名を連ねている。

### 音楽
BGMには、前作『テイルズ オブ リバース』までのシリーズ全てを担当してきた桜庭統と田村信二ではなく椎名豪を初起用。まず核となる曲を作り、そのメロディを様々なところに使用するという手法を取っている。また同じメロディに異なるアレンジを加えるなどの手法を取ることで、キャラクターの曲、マップに付随する曲、戦闘曲の3つが綺麗に混ざるようにしている。作品独自の言語「古刻語」を使用したボーカル曲が多数存在し、挿入歌「蛍火」やエンディングテーマ「My Tales」は椎名が作曲だけでなく作詞も行っている（「My Tales」の英訳は別人による）。一部の曲は新日本フィルハーモニー交響楽団が演奏しており、壮大なストーリーを一層盛り上げている（その他の曲はナオトストリングスによる）。
BGMは高い評価を受け、2007年に開催されたエミネンス交響楽団によるゲーム音楽のオーケストラコンサート「A Night in Fantasia 2007: Symphonic Games Edition」にて本作の曲が演奏され、日本を代表するゲーム音楽のコンサート「PRESS START」（2009年）に本作のタイトル画面などの曲「melfes〜輝ける青」が「Concert version」として曲目の1つに選ばれた。
本作のサウンドトラックには多くの曲が収録されず、理由について椎名は「曲として単体で成り立っているものと、ゲームのシーンを見ながら聴くと良い曲がある」というこだわりからとしている。しかし要望が多かったためドラマCD Vol.2に未収録曲の一部が収録されることとなった。
ゲーム中には椎名をモデルとしたキャラクターであるシーナが登場し、彼に欲しがっているパンを与えることで、そのパンに対応した曲を演奏してくれるようになる。

#### 劇中歌
主題歌はDo As Infinityの「TAO」。本作の世界観をイメージし本作のために制作されたオリジナルソングで、幻想的なイメージを連想させる曲となっている。
挿入歌「蛍火」は歌唱を須藤まゆみ、作詞を上記の通り椎名豪が担当。当初はゲーム中の言葉で作詞される予定だったが、椎名の「直接的な言葉より、違う世界の近い出来事の方がしみじみと感じられる」という考えから、現実の世界を舞台とした詞が書かれた。またこの曲は1度プロデューサーの豊田淳に没にされたが、椎名が内緒でゲーム中に入れ、そのせいで椎名は豊田に怒られたものの最終的に認められたという。電撃オンラインで実施されたアンケート「もっとも好きなゲームの挿入歌は？」では第4位にランクインし、同ランキングの他の4曲とともに「絶妙な場面で挿入され、涙腺を崩壊させる名曲」と評価された。
エンディングテーマは「My Tales」（歌唱はDonna Burke&Gab Desmond）、「hotarubi」（歌唱はDonna Burke）。「hotarubi」は「蛍火」の英語バージョンで、英訳は歌唱担当のBurkeが行っている。

## プロモーション
2005年2月14日、公式サイト「テイルズチャンネル」で次回作のキャラクターがシルエットで公開され、新たなキャラクターデザイナーの起用が発表された。後にその次回作が本作であること、キャラクターデザイナーが中澤一登であること、開発進行度が50%であることが発表された。
予約特典として、セネル役の鈴村健一、シャーリィ役の広橋涼、クロエ役の浅野真澄らが参加したインタビュー、ミニサントラ、新日本フィルハーモニー交響楽団による演奏風景、プロモーション映像、メイキング映像、次回作『テイルズ オブ ジ アビス』の映像を収録した「プレミアムDVD」が付属した。
発売後の2005年9月1日から29日まで公式サイトにて実施されたアンケートに答えることで、抽選で本作のアフレコ台本がプレゼントされた。

## 評価
エンターブレイン調べでは発売週には242,003本を販売し、前作『テイルズ オブ リバース』の初動（37.3万本）には届かなかったものの8割近い消化率を記録した。
『週刊ファミ通』のクロスレビューにおいては40点満点中32点を獲得した。『テイルズ オブ リバース』に比べ様々な点で遊びやすくなっているとされる。4人のレビュアー全員が戦闘システムについて触れ、3人がシステムの簡略化を「新規プレイヤーが入りやすくなった」「アクションが苦手でも無理なく楽しめる」と評価している一方、1人は「ボタン連打で何とかなり、単調に感じる」としている。全体的に、シリーズのファンよりも初めての人のほうが楽しめるとされている。
『ゲーム批評 Vol.65』においてはシンプルなサイドビュー戦闘の採用を「わかりやすく遊びやすい」と評価しているが、エフェクトの地味さが残念とも述べている。ストーリーについては、主人公が海上を漂流している場面から始まりその理由が明かされるのがかなり進んでからであることなど、プレイヤーと主人公を切り離してストーリーを楽しませるという手法を評価している。またキャラクタークエストについて「シリーズだけでなく、他のRPGでも珍しい」と述べ、「各キャラクターにエンディングが用意されていることもあり、キャラクターの魅力を引き出すという点で成功を収めた」と評価している。定番のおまけ要素がないことがシリーズファンに違和感を覚えさせるとしながらも、第1作の影響を強く受けていることを指摘し、「第1作のファンには嬉しい内容」としている。
「プレイステーション・ドットコム・ジャパン ランキングで見る2005年」で公開された売上げランキングでは8位にランクインした。ここでは「それまでのシリーズのPS2用作品は情報量が多すぎでプレイヤーがお腹いっぱいとなってしまっていたが、本作はそこをスマートにまとめており遊びやすくなっている」と評価され、次作『テイルズ オブ ジ アビス』はシリーズファン向け、本作はシリーズ初心者向けと紹介された。
『GAME SIDE Vol.13』ではキャラクターデザインの違いやシリーズ定番の流れがないために、今までのファンからは評価されていないように見えるとし、レビュアー自身も「これまでと違うので本作に触れなかった」と述べている。しかし、「プレイヤーと主人公を切り離してストーリーを見せるという試み」「連作短編のようなキャラクタークエスト」「『テイルズ オブ ファンタジア』をベースに改良された戦闘システム」などについてのレビューを行い、異色な部分が目立つことが辛口な評価につながっていることを指摘し、「初めてプレイする人にもわかりやすく親切な作り」「『テイルズ オブ』の他作品にはない魅力を持っている」と評価している。
『ビバ☆テイルズ オブ マガジン Vol.2』での企画「あなたが選ぶ！ 『テイルズ オブ』名シーンBest3」の本作の部分を執筆したライター・AOは、Best3の他に「独断と偏見」でキャラクタークエストのベスト3を紹介し、それらについての思い出を述べ、「『TOL』はある意味泣きゲー」と文を締めくくっている。シャーリィ役の広橋涼も、「台本で泣けるゲーム」と当時の思い出を語っている。
海外のレビュー収集サイト「metacritic」では37のレビューから点数が計算され、100点満点中平均点は72点で、最高点は91点、最低点は33点だった。各レビューでは「ソウルキャリバーシリーズ」の技術を採用した戦闘システム、『キル・ビル Vol.1』のアニメパートで絶賛された中澤一登によるキャラクターデザイン、オーケストラのBGM、幻想的な3Dグラフィックに好意的な評価が寄せられている。不満点としては、会話や演出によるゲーム全体の長さ、戦闘中の仲間のAIの性能がよくないこと、3Dのためにアクションが難しいこと、北米版のみの仕様である「キャラクタークエストのストーリー中にはボイスが存在しない」ことなどが挙げられている。

## 関連作品

### 漫画
テイルズ オブ レジェンディア
作画は藤村あゆみ。『月刊ComicREX』（一迅社）2006年1月号（創刊号）から2009年1月号まで連載された。ゲーム版では描写のなかったセネルとシャーリィが遺跡船へ来るまでの経緯から、メインシナリオラストまでをオリジナルの展開や描写を交えて描いており、キャラクタークエストはウィル編とモーゼス編のみがメインシナリオに組み込まれる形で描かれている。クロエとスティングルの因縁などいくつかの伏線は描かれたまま未回収に終わっている。キャラクター描写についても、シャーリィが自分の意志で仲間のために戦う描写がなくゲーム版とは性格がかなり異なること、グリューネとフェニモールがゲーム版とは違った活躍をするといった相違がある。第4巻には漫画本編には登場しないフェロモン・ボンバーズとミミーについての描き下ろし漫画が収録されている。
1. 2006年7月1日初版発行（2006年6月9日発売）、ISBN 4-7580-6004-5。
2. 2006年11月1日初版発行（2006年10月7日発売）、ISBN 4-7580-6025-8。
3. 2007年7月1日初版発行（2007年6月8日発売）、ISBN 978-4-7580-6053-0。
4. 2008年2月1日初版発行（2008年1月9日発売）、ISBN 978-4-7580-6075-2。
5. 2008年9月1日初版発行（2008年8月9日発売）、ISBN 978-4-7580-6106-3。
6. 2009年2月20日初版発行（2009年2月9日発売）、ISBN 978-4-7580-6131-5。

ているず おぶ の食卓
『ビバ☆テイルズ オブ マガジン』に掲載される、ゲームに登場する料理をテーマとする作品。
〜ライバルはプリンパン〜
2014年12月号に掲載。作画は藤小豆。「プリンパン」をテーマとする。
〜ジョシパン〜
2016 Festival!に掲載。作画は無糖党。パーティーキャラクターの女性陣による「女子会」が描かれる。
このほか一迅社からアンソロジーコミックと4コマ漫画が1冊ずつ、スクウェア・エニックスから4コマ漫画が2冊、マッグガーデンからアンソロジーコミックが1冊発行された。このうち一迅社とスクウェア・エニックスのものには『ビバ☆テイルズ オブ マガジン』で「テイルズ オブ TV」を連載している喜来ユウが4冊全てに参加しており、マッグガーデンのものは表紙に唐々煙、イラストに松葉博、漫画に原悠衣と『月刊コミックブレイド』で連載を持ったことのある作家が参加している。

### 小説
『テイルズ オブ レジェンディア 誓いの星』
上下巻がファミ通文庫より発売。著者は工藤治で、イラストは山田正樹が担当。セネルたちが捕らわれのステラを見つけた所から、メインシナリオラストまでを描いている。工藤がワルターの生き様を印象的と感じたことからワルターがクローズアップされており、彼の幼なじみであり心境の代弁者である、小説版オリジナルキャラクターのオスカーを登場させている。
- 上 2005年12月12日初版発行（2005年11月30日発売）、ISBN 4-7577-2514-0。
- 下 2006年1月4日初版発行（2005年12月24日発売）、ISBN 4-7577-2559-0。

「月夜に、背中合わせで。」
2012年2月23日に発売された『テイルズ オブ ザ ヒーローズ ツインブレイヴ』の限定版付属の短編小説集において、収録作品の1つとして本作を題材に書かれた。著者は田中豪。内容はメインシナリオ第4章での、セネルたちが「マウリッツの庵」に匿われている時期の出来事を膨らませて描いたもの。
『ビバ☆テイルズ オブ マガジン』掲載のショートショート

田中豪のコラム内に掲載
- 「モフモフ三兄弟とジェイのクリスマス」（2012年2月号） - ジェイがモフモフ族の三兄弟と過ごすクリスマス。
- 「はじまりの日々」あらすじ冒頭（2012年5月号） - セネルがシャーリィやステラと出会った頃の物語の冒頭部分（残りは通常のコラム）。構想があることは2006年の時点で公開されている。
- 「アラサー・ウィルがかつての出会いを語る」（2012年11月号） - ウィルによる、自身とアメリアの馴れ初めの回想。
- 「ノーマがししょーの正式な弟子になった日」（2013年2月号） - ノーマがスヴェンの正式な弟子になることを決めた日。
- 「クロエの剣」（2016 Festival!） - クロエのヴァレンス家に対する想いが語られる。

その他
- ワンダーパン職人 ミミーのショートストーリー（2014年1月号） - 黒い霧事件の本格化前にあったかもしれないとされる、ミミーの短編小説。

### ドラマCD
『テイルズ オブ レジェンディア〜voice of character quest〜』のタイトルで、『1』が2006年8月23日、『2』が同年9月27日に発売された。時間軸はゲーム本編のキャラクタークエストと同じ。ミミーの企みでラジオ番組を制作・放送することとなったセネルたちの活躍を描く。
シリーズでは初めて本編のドラマCD化が行われず、オリジナルストーリーのみの発売となった。理由として「ゲームシナリオはゲームとしての面白さが優先され、ドラマCDはそれにより不足したキャラクター表現を補っていた。しかし『レジェンディア』はストーリーをメインシナリオとキャラクタークエストの2つにしたことでキャラクターの魅力を100%表現できたため、ドラマCDではいきなりオリジナルシナリオを投入することとなった」と説明されている。
封入特典としてプロモーションムービーや声優インタビューが収録されたDVDが付属。『2』にはサウンドトラック未収録曲やジングルなどを収録したCDが付属しており、収録されたBGMはユーザーから要望の高かったものが選ばれている。プロモーションムービーやサントラの一部は公式ページにて試聴が可能。
当初はキャラクタークエストの後日談という設定で第3のシナリオ「エクストラシーズン」も検討されていたが、エクストラシーズンが実現した際のプレイ時間が普通にプレイしても100時間を越える可能性があったため没となった。その内容は、平和になった遺跡船での日常を描くというものであったが、ドラマCD版における全体の「ノリ」や「空気」はそのエクストラシーズンで目指そうとしていた形に近いものとなっている。
| #   | タイトル                                          | 作詞 | 作曲・編曲 | 備考                                  |
| --- | ------------------------------------------------- | ---- | ---------- | ------------------------------------- |
| 1.  | 「ほんわかねえさん 桃色バージョン」               |      |            |                                       |
| 2.  | 「山賊のバカンス」                                |      |            |                                       |
| 3.  | 「急襲」                                          |      |            |                                       |
| 4.  | 「折れた翼」                                      |      |            |                                       |
| 5.  | 「想い、強く」                                    |      |            |                                       |
| 6.  | 「血塗られた玉座」                                |      |            |                                       |
| 7.  | 「命を賭して」                                    |      |            |                                       |
| 8.  | 「ホタテのマイ」                                  |      |            |                                       |
| 9.  | 「告別」                                          |      |            |                                       |
| 10. | 「虚時の協奏曲」                                  |      |            |                                       |
| 11. | 「あなたの隣に」                                  |      |            |                                       |
| 12. | 「古の都」                                        |      |            |                                       |
| 13. | 「ひとりぼっちの夜」                              |      |            |                                       |
| 14. | 「ホタテのウタ」                                  |      |            |                                       |
| 15. | 「仇〜かたき」                                    |      |            |                                       |
| 16. | 「兵〜つわもの」                                  |      |            |                                       |
| 17. | 「ホタルビ」                                      |      |            |                                       |
| 18. | 「だぁ〜、も〜」                                  |      |            |                                       |
| 19. | 「牧場の朝」                                      |      |            |                                       |
| 20. | 「消えない霧」                                    |      |            |                                       |
| 21. | 「急げ！」                                        |      |            |                                       |
| 22. | 「葉陰の蛍」                                      |      |            |                                       |
| 23. | 「忍び寄る影」                                    |      |            |                                       |
| 24. | 「トーストにはたっぷりジャムを」                  |      |            |                                       |
| 25. | 「今宵もよい夢を」                                |      |            |                                       |
| 26. | 「しょ〜がないな、も〜」                          |      |            |                                       |
| 27. | 「おやすみなさい」                                |      |            |                                       |
| 28. | 「引けない思い」                                  |      |            |                                       |
| 29. | 「赤い鎧の男」                                    |      |            |                                       |
| 30. | 「やさしい手」                                    |      |            |                                       |
| 31. | 「いけにえの子羊」                                |      |            |                                       |
| 32. | 「覚醒」                                          |      |            |                                       |
| 33. | 「セルシウス」                                    |      |            |                                       |
| 34. | 「フェロモンボンバーズのテーマ1番」               |      |            |                                       |
| 35. | 「フェロモンボンバーズのテーマ2番 (Voice parts)」 |      |            |                                       |
| 36. | 「フェロモンボンバーズのテーマ3番」               |      |            |                                       |
| 37. | 「フェロモンボンバーズのテーマ4番 (Voice parts)」 |      |            |                                       |
| 38. | 「フェロモンボンバーズのテーマ5番 (Voice parts)」 |      |            |                                       |
| 39. | 「フェロモンボンバーズのテーマ6番 (Voice parts)」 |      |            |                                       |
| 40. | 「フェロモンボンバーズのテーマ7番 (Voice parts)」 |      |            |                                       |
| 41. | 「melfes 〜輝ける青 (Game cut ver.)」             |      |            | 演奏 - 新日本フィルハーモニー交響楽団 |

## 関連商品

### サウンドトラック
2005年8月24日発売。サウンドトラック42曲（DISC1・2）と、ショートドラマ2本（DISC3）を収録した計3枚組。ブックレットには挿入曲の古刻語と日本語訳が掲載されている（一部未掲載）。一部の曲は未収録で、収録されなかった曲の一部はドラマCD『テイルズ オブ レジェンディア〜voice of character quest〜2』に付属しているCDに収録されている。ショートドラマはゲーム本編のパーティーキャラクターによるものだが、モーゼスとグリューネは登場せず、ゲーム本編との関連性も明確ではない。
初回特典として、ゲーム本編に登場する「モフモフ族」のトレーディングカードが付属した。
| #   | タイトル                   | 作詞 | 作曲・編曲 | 備考                                  |
| --- | -------------------------- | ---- | ---------- | ------------------------------------- |
| 1.  | 「TAO -game version-」     |      |            |                                       |
| 2.  | 「melfes 〜輝ける青」      |      |            | 演奏 - 新日本フィルハーモニー交響楽団 |
| 3.  | 「待ち合わせは噴水広場で」 |      |            |                                       |
| 4.  | 「帰らずの森」             |      |            |                                       |
| 5.  | 「陽気な山賊」             |      |            |                                       |
| 6.  | 「コモレビ」               |      |            |                                       |
| 7.  | 「進軍」                   |      |            |                                       |
| 8.  | 「紡ぐ思い、繋がる手」     |      |            |                                       |
| 9.  | 「伝説の巫術士」           |      |            | 歌 - カノン                           |
| 10. | 「強がりなんかじゃない」   |      |            |                                       |
| 11. | 「想いを届けるために」     |      |            | 演奏 - 新日本フィルハーモニー交響楽団 |
| 12. | 「太古の船」               |      |            |                                       |
| 13. | 「明日はきっと晴れ」       |      |            |                                       |
| 14. | 「敵襲」                   |      |            |                                       |
| 15. | 「あの丘の向こうへ」       |      |            |                                       |
| 16. | 「バトル・アーティスト」   |      |            |                                       |
| 17. | 「勝利を求めて」           |      |            |                                       |
| 18. | 「猛りの滄我」             |      |            |                                       |
| 19. | 「思い出と希望の間に」     |      |            |                                       |
| 20. | 「My Tales」               |      |            | 歌 - Donna Burke&Gab Desmond          |

| #   | タイトル                 | 作詞 | 作曲・編曲 | 備考 |
| --- | ------------------------ | ---- | ---------- | --- |
| 1.  | 「蛍火」                 |      |            | 歌 - 須藤まゆみ |
| 2.  | 「水晶のささやき」       |      |            | |
| 3.  | 「12時の方向へ進め」     |      |            | |
| 4.  | 「シャーリィを追って」   |      |            | |
| 5.  | 「回線不良」             |      |            | 歌 - 金沢知栄子。「ゲーム中では一部ハード故障と勘違いされる可能性があった」ことからカットされた部分を含んだフル収録。                                                                     |
| 6.  | 「ステラ」               |      |            | |
| 7.  | 「Let's go!」            |      |            | |
| 8.  | 「ほんわかねえさん」     |      |            | ゲーム中では声が入っているものが使用されているが、このサウンドトラックでのものは声なし。声ありはドラマCD付属のサウンドトラックに「ほんわかねえさん 桃色バージョン」として収録されている。 |
| 9.  | 「安住の地」             |      |            | |
| 10. | 「嵐の中を走れ」         |      |            | |
| 11. | 「TAO -melfes version-」 |      |            | |
| 12. | 「鳥は鳴き、僕は歌う」   |      |            | 歌 - カノン |
| 13. | 「デルクェス・黒い翼」   |      |            | 演奏 - 新日本フィルハーモニー交響楽団 |
| 14. | 「ありがとう」           |      |            | |
| 15. | 「危機迫る」             |      |            | |
| 16. | 「導きの星」             |      |            | |
| 17. | 「花の名前」             |      |            | |
| 18. | 「葬送曲」               |      |            | 演奏 - 新日本フィルハーモニー交響楽団 |
| 19. | 「お話ししましょう」     |      |            | 歌 - すずかけ児童合唱団 |
| 20. | 「祈りを力に変えて」     |      |            | 演奏 - 新日本フィルハーモニー交響楽団 |
| 21. | 「hotarubi」             |      |            | 歌 - Donna Burke |
| 22. | 「TALES」                |      |            | 演奏 - 新日本フィルハーモニー交響楽団 |

| #  | タイトル                       | 作詞 | 作曲・編曲 |
| -- | ------------------------------ | ---- | ---------- |
| 1. | 「旅人たちの休息」             |      |            |
| 2. | 「大切な一日〜仲間との強い絆」 |      |            |

### メモリーカード
- テイルズ オブ レジェンディア メモリーカード8MB（2005年8月25日発売）

### 攻略本
テイルズ オブ レジェンディア ファーストアドベンチャーガイド
2005年8月30日初版発行（2005年8月25日発売）、ISBN 4-08-779335-4。
メインシナリオ前半までの攻略情報と、パーティーキャラクターを演じた声優のコメントを収録。
テイルズ オブ レジェンディア 公式コンプリートガイド
2005年9月29日初版発行（同日発売）、ISBN 4-902372-07-X。
攻略情報や各種データ、開発者インタビューを収録。
テイルズ オブ レジェンディア ファイナルマニアックス
2005年12月16日初版発行（2005年12月5日発売）、ISBN 4-7577-2570-1。
攻略情報や各種データ、巻末に設定資料集、人名・用語辞典を収録。

## 他のシリーズ作品との関連
テイルズ オブ デスティニー（PS2版）（2006年11月30日発売）
第2部開始後「リーネの村」にてミミーが食材屋を開き、パンに関するフードストラップを販売する。
テイルズ オブ ザ ワールド レディアント マイソロジー（2006年12月21日発売）
シリーズキャラクター共演作品。セネルがプレイヤーキャラクターとして登場し、シャーリィが名前のみ登場。
テイルズ オブ ハーツ（2008年12月18日発売）
貴重品「螺子の手袋」を入手すると戦闘中にセネルを援護キャラクターとして呼ぶことができるようになり、呼び出すと投げ技「軽岩砕落撃」を使用する。
テイルズ オブ ザ ワールド レディアント マイソロジー2（2009年1月29日発売）
シリーズキャラクター共演作品。セネルとクロエがプレイヤーキャラクターとして登場。
テイルズ オブ バーサス（2009年8月6日発売）
シリーズキャラクター共演作品。セネルがプレイヤーキャラクターとして登場し、投げ技「万物神追撃」が秘奥義となった。
テイルズ オブ ヴェスペリア（PS3版）（2009年9月17日発売）
クロエの衣装がエステル、ワルターの衣装がリタのコスチュームとして登場する。
テイルズ オブ グレイセス（2009年12月10日発売）
登場キャラクター・リチャードの偽名「タイガーフェスティバル」はモーゼスの没技からきている。
テイルズ オブ ザ ワールド レディアント マイソロジー3（2011年2月10日発売）
シリーズキャラクター共演作品。セネル、シャーリィ、ウィル、クロエ、ノーマ、ジェイがプレイヤーキャラクターとして、キュッポ、ピッポ、ポッポ、ミミーがノンプレイヤーキャラクターとして登場。セネルからジェイまでの6人は原作で没となった秘奥義を使用できる。
テイルズ オブ ザ ヒーローズ ツインブレイヴ（2012年2月23日発売）
シリーズキャラクター共演作品。セネル、クロエ、シュヴァルツがプレイヤーキャラクターとして登場し、ミミーがセネルの知り合いの「パンを武器に戦う女性」として言及される（本人は登場しない）。シュヴァルツは原作での技「虚時の独奏曲」を秘奥義として使用できる。
テイルズ オブ ザ ワールド タクティクス ユニオン（2012年7月2日配信）、テイルズ オブ ザ ワールド レーヴ ユナイティア（2014年10月23日発売）
シリーズキャラクター共演作品。『タクティクス ユニオン』ではノーマ、『レーヴ ユナイティア』ではさらにセネルがプレイヤーキャラクターとして登場。
テイルズ オブ ザ レイズ（2017年2月28日配信）
シリーズキャラクター共演作品。セネル、シャーリィ、クロエ、ノーマ、モーゼス、ジェイ、グリューネ、キュッポ、ピッポ、ポッポ、ワルター、マウリッツ、シュヴァルツが登場。